# Grafschaft Gützkow

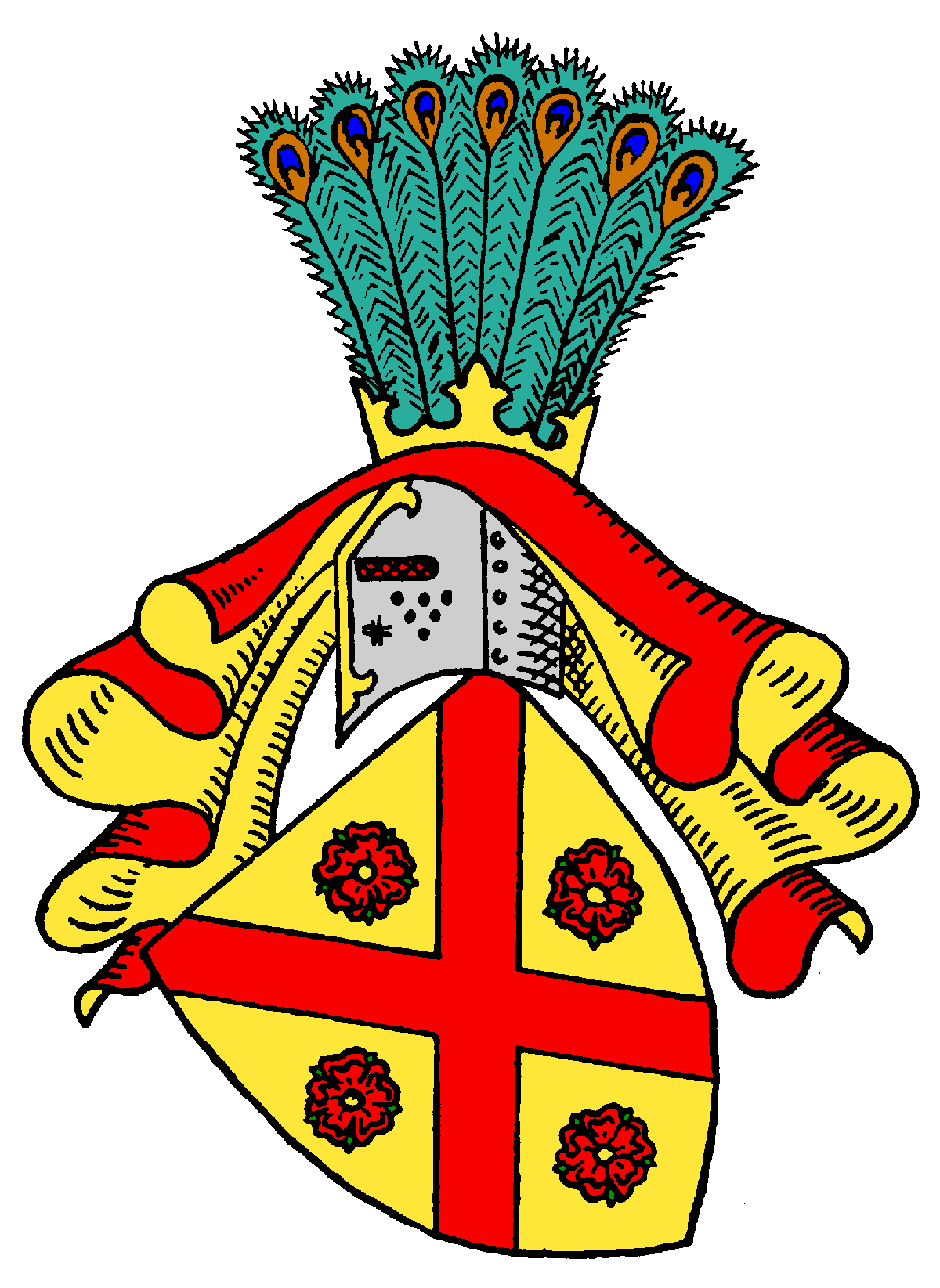
Stammwappen der Grafen von Gützkow

Die Grafschaft Gützkow war eine Unterherrschaft innerhalb des Herzogtums Pommern.

## Geschichte

### Fürstentum
Das lutizische Fürstentum Gützkow war bis ins 12. Jahrhundert eine eigenständige Herrschaft mit dem Zentrum Gützkow, in dem sich auch ein bedeutendes slawisches Heiligtum befand. Zum Zeitpunkt der zweiten Missionsreise des Bischofs Otto von Bamberg 1128 hatte Herzog Wartislaw I. von Pommern das Fürstentum bereits unterworfen. Die Chronisten Ottos nennen hier einen Fürsten Mitzlaw von Gützkow. Das Fürstentum wurde durch die Pommernherzöge in eine Kastellanei umgewandelt. In den Jahren 1164 und 1177 war die Gegend Ziel mehrerer dänischer und sächsischer Kriegszüge.

### Grafschaft

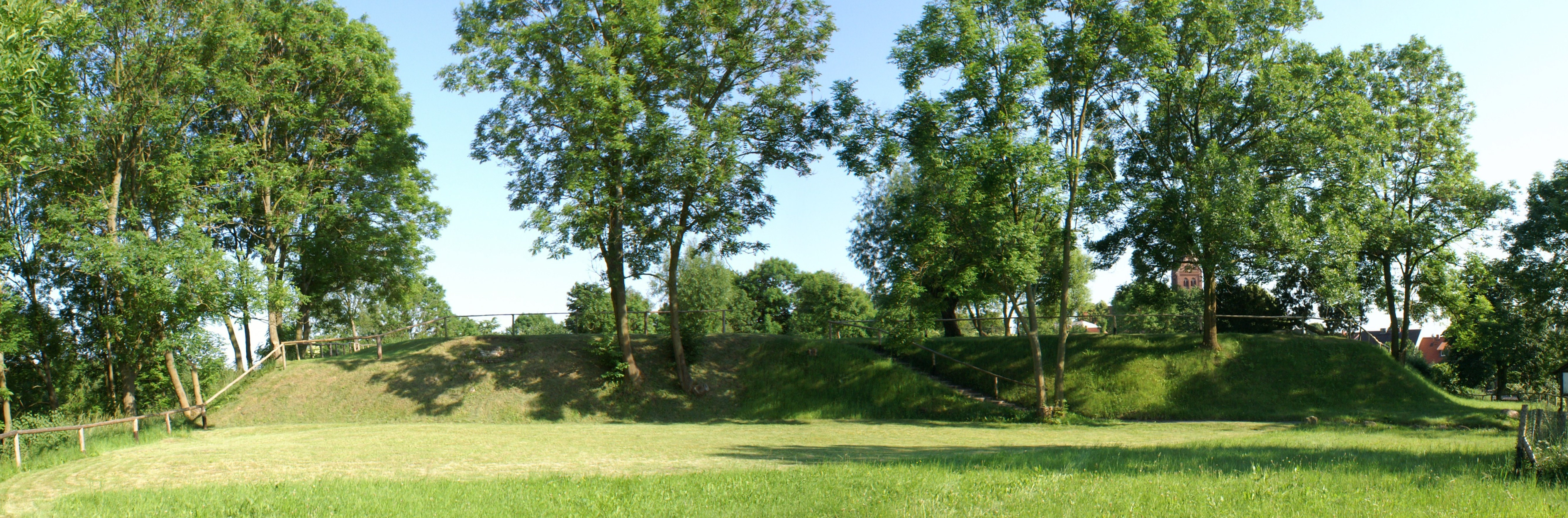
Schlossberg in Gützkow

Ein Herr Wartislaw von Gützkow wird in einer Urkunde des pommerschen Herzogs Kasimir II. von 1218/1220 genannt. Dieser Wartislaw wurde bisweilen mit dem aus einer Seitenlinie des Herzogshauses stammenden Wartislaw († 1233) gleichgesetzt, doch ist dies bloß eine nicht zu beweisende Vermutung. In einer Schenkungsurkunde an das Kloster Stolpe von 1226 wird Dobroslawa, Tochter des Herzogs Bogislaw II. von Pommern, als Gräfin to Gützkow bezeichnet. Dass diese Dobroslawa mit der gleichnamigen, 1248/1249 erwähnten Frau des deutschen Vogtes Jaczo von Salzwedel identisch ist, der als Begründer der Gützkower Grafenfamilie gilt, ist urkundlich nicht belegbar. Als Sitz der Grafen wurde die Burg auf dem heutigen Gützkower Schlossberg ausgebaut. Die hier bestehende slawische Fürstenburg wurde als massiver Steinbau befestigt.
Um 1230 hatten die pommerschen Herzöge begonnen, den Zuzug deutscher Siedler in die, durch die zahlreichen kriegerischen Auseinandersetzungen des 12. Jahrhunderts nur noch gering bevölkerten, mittleren und nördlichen Ländereien des Gützkower Bereichs zu fördern. Die Gützkower Herren haben als Lehnsmänner der Herzöge die Besiedlung aktiv unterstützt, wie der Name des Ortes Hanshagen zeigt, der auf den Grafen Johannes I. von Gützkow zurückgeführt wird. Der 1233 ins Amt gekommene Konrad II. von Salzwedel, Jaczos Bruder, begünstigte als Bischof Konrad III. von Cammin seine Gützkower Verwandten mehrfach, in dem er diese mit Einkünften aus dem Usedomer Klosterbesitz belehnte.
Die Jaczo und Dobroslawa durch Robert Klempin für 1242 zugeschriebene Stiftung des Franziskanerklosters in Greifswald gilt inzwischen als nicht belegbar. Zeitweilig betrieben die Grafen auch eine eigene Münze.
Der Titel des Grafen von Gützkow ist ab 1249 urkundlich belegt. Jaczos Söhne Johann I. und Konrad wurden bis 1270 Herren von Gützkow genannt. Konrad war der erste namentlich genannte Graf von Gützkow. Jaczo II. wurde 1249 bereits im Alter von 5 Jahren mit der 2 Jahre alten Cecislawa von Putbus, aus einer Seitenlinie der Fürsten von Rügen verlobt, die er 1262 auch heiratete. Durch die als Mitgift erhaltene terra Streu wurde er Lehnsmann der Fürsten. Jaczo II. und Cecislawa stifteten 1262 das Franziskanerkloster Greifswald, in dem sich die Grablege der Gützkower Grafenfamilie befand. 1295 trat Jaczo II. als 1. Zeuge bei der pommerschen Landesteilung auf. Die Grafschaft wurde dabei dem Herzogtum Pommern-Wolgast unterstellt. Sein Enkel, Graf Nikolaus von Gützkow, wurde 1319 durch Herzog Wartislaw IV. von Pommern-Wolgast zum Oberrichter eines Landgerichts gegen Straßenräuber im Peenegebiet ernannt.
Gräfin Barbara von Gützkow war von 1302 bis 1326 Äbtissin des Klosters Krummin auf Usedom.
Unter Johann III. und IV. kam es zu Streitigkeiten um die Mitgift ihrer Mutter Margarete mit den Pommernherzögen. Margaretes Bruder, Bogislaw IV. hatte den Gützkower Grafen die Güter Konsages, Schlatkow und Bünzow überlassen. Wahrscheinlich als Wartislaw IV. diese zurückforderte, ignorierten sie ihre Lehnspflichten und unterstützten zu Beginn des ersten Rügischen Erbfolgekrieges die mecklenburgischen Fürsten. Nach der Schlacht bei Griebenow kam es zur Einigung mit den Pommernherzögen und die Grafen wechselten wieder auf die Seite ihres Lehnsherren. 1327 belagerten sie mehrere Tage die Stadt Barth. Im April 1328 schlug ein Heer unter Führung der Gützkower Grafen mit Unterstützung aus den Städten Demmin und Treptow bei Völschow die Truppen des mecklenburgischen Fürsten Heinrich II. des Löwen entscheidend und es kam zum Frieden von Brodersdorf.
In den Jahren 1329 bis 1334 unterstützten die Grafen Johann III. der Ältere und sein Bruder Johann IV. der Jüngere die Herzöge von Pommern-Stettin im Pommersch-Brandenburgischen Krieg mit den Markgrafen von Brandenburg. Dabei waren sie 1331 (1334) auch an der Schlacht am Kremmer Damm beteiligt. Dort wurde Johann IV. schwer verwundet und er starb in der Folge 1334 in Gützkow und wurde im Grauen Kloster in Greifswald beigesetzt. Die Kriegskosten, die die Grafen als Lehnsmänner der Herzöge selbst zu tragen hatten, zwangen sie allerdings im Zeitraum von 1334 bis 1351 mehrere Güter, darunter Sanz, Müssow und Güst an die Bürger von Greifswald zu verkaufen.
Mit dem Tode des Grafen Johannes V. von Gützkow am 25. Oktober 1351 in der Schlacht am Schoppendamm bei Loitz während des zweiten Rügischen Erbfolgekrieges sowie mit dem Tode seines Onkels nach 1359, starb das Geschlecht der Gützkower Grafen in der männlichen Linie aus. 1378 wurden die Schwestern Elisabeth und Mechtild noch als Bewohner des Gützkower Schlosses genannt. Die Grafschaft Gützkow als Lehen wurde von den pommerschen Lehnsherren jedoch bereits spätestens am 27. Mai 1372 eingezogen, die sich von nun an selbst Grafen von Gützkow nannten. Das Gützkower Wappen wurde ins Wappen Pommerns eingefügt; im fünffeldigen bildete es das fünfte, im neunfeldigen das achte Feld.
Ab 1466 führte Wartislaw X. neben anderen den Titel eines Grafen von Gützkow, später Bogislaw X. Auch die deutschen Kaiser Maximilian I., Karl V. und Ferdinand I. legten den pommerschen Herzögen den Titel der Grafen von Gützkow bei. Nach dem Dreißigjährigen Krieg ging der Titel an die schwedische Krone. Nach 1815 übernahmen die Preußenkönige den Titel, im Schloss Köpenick hängt im Wappensaal ein großes Wappen der Grafschaft, nachdem bereits 1648 Kurfürst Friedrich Wilhelm von Brandenburg das Gützkower Grafenwappen in sein Thronsiegel übernommen hatte. Der Titel endete erst 1918.

### Territoriale Entwicklung
Die Grafschaft erstreckte sich ursprünglich über das Territorium des vorhergehenden Fürstentums Gützkow. Im Norden bildeten der Ryck und im Nordosten die Ziese die Grenze. Im Osten gehörten noch die Bereiche von Züssow, Ranzin, Vitense, Owstin und Groß Polzin, möglicherweise auch Giesekenhagen, Buggow und Wahlendow zum Territorium. Schlatkow, Konsages sowie Groß- und Klein Bünzow kam 1303 als Heiratsgut dazu. Nach Westen reichte die Grafschaft bis Dersekow. Im Süden gehörten zeitweilig auch die Ländereien Miserez und Ploth südlich der Peene dazu. Ende des 12. Jahrhunderts war zeitweilig auch das Land Loitz der Gützkower Burg zugeordnet.
Bereits vor Errichtung der Grafschaft wurden Ländereien oder deren Nutzung beiderseits der Peene dem neu gegründeten Kloster Stolpe durch die Pommernherzöge übereignet. Südlich des Rycks gelegene Ländereien wurden durch den Fürsten Jaromar I. von Rügen dem Kloster Eldena geschenkt, während dieser auf Befehl des dänischen Königs Knut VI. von 1189 bis 1212 als Vormund für die minderjährigen Söhne des pommerschen Herzogs Bogislaw I. wirkte. Nach dem Grenzvertrag von 1249 bildete die Schwinge die Grenze zwischen gräflichem und klösterlichem Besitz.
Die Gützkower Grafen waren selbst Lehnsherren. Ihnen unterstanden als Vasallen etwa 18 Rittergeschlechter, unter anderem Angehörige der Familien von Behr, von Horn, von Winterfeld, von Owstin und von Heyden, die teilweise aber auch zugleich Vasallen der Herzöge von Pommern und der Herzöge von Mecklenburg waren.

Historische Kartendarstellungen
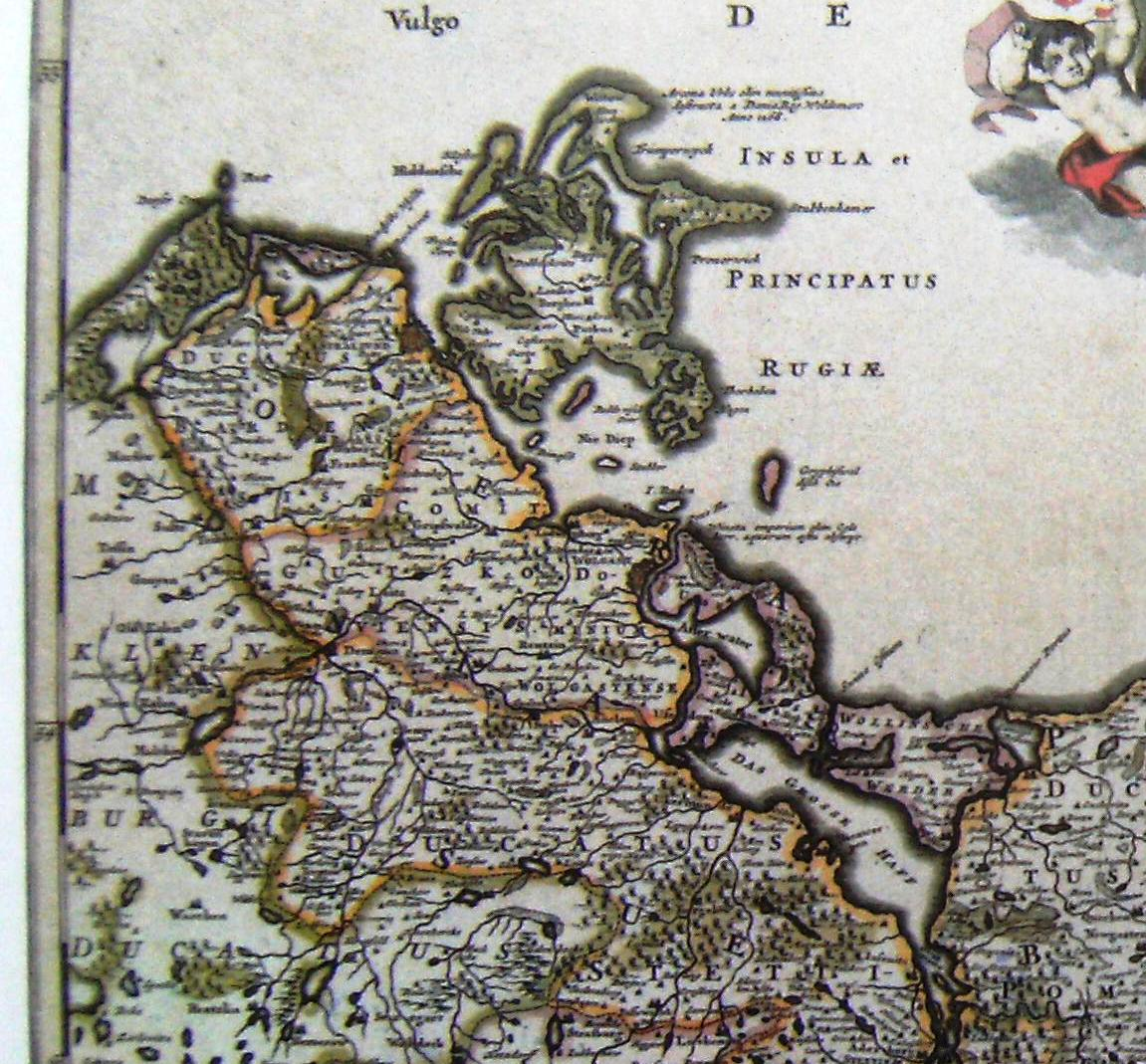
Ausschnitt Karte Pommern von de Wit, 1690
Lubinsche Karte von Pommern, 1618 – koloriert 1758 (rotes Gebiet links)
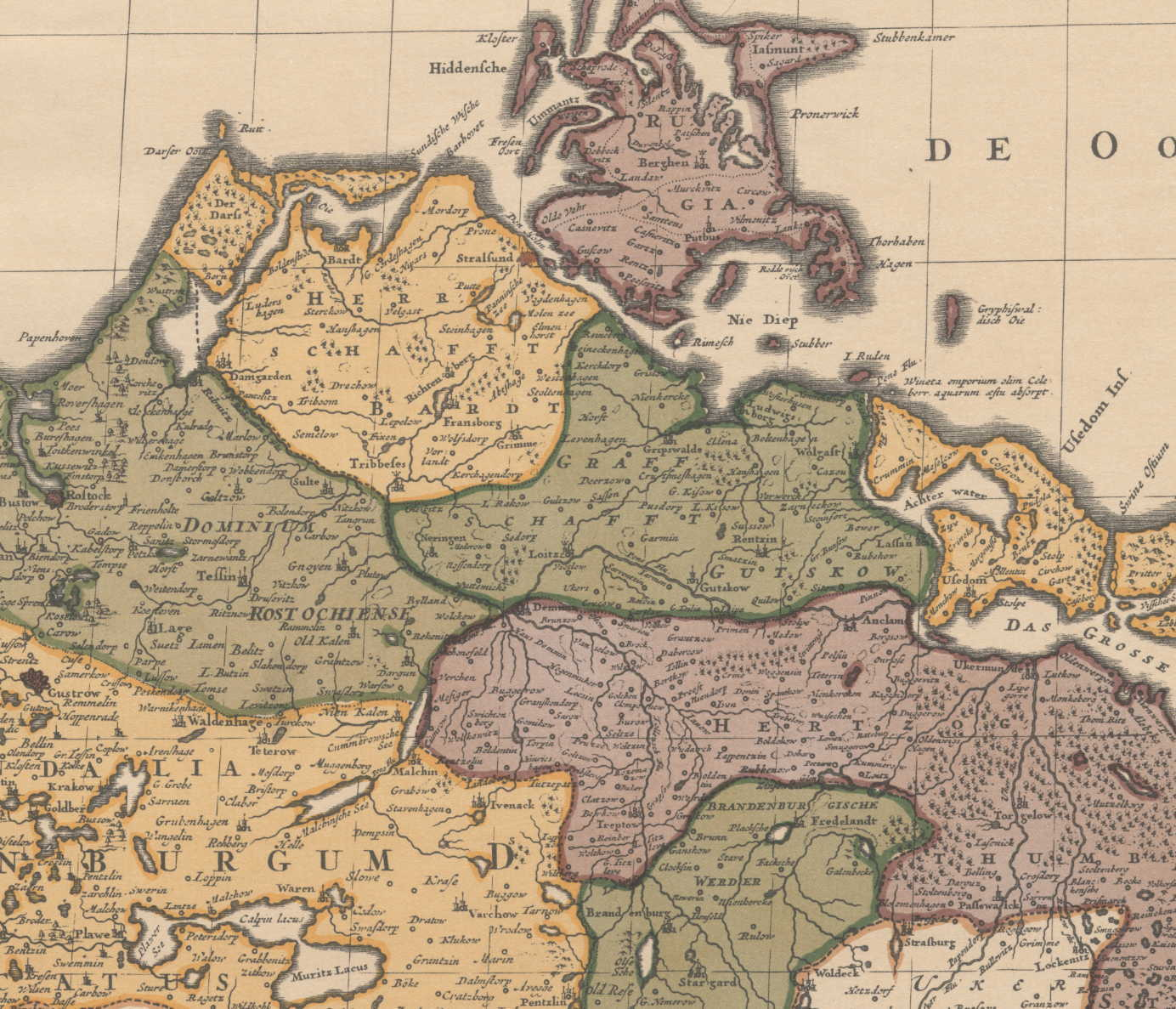
Karte Vorpommern von Seutters, um 1760 (grünes Gebiet mittig)
- Karte Schwed.-Vorpommern von Schreiber, 1784

Es sind nicht die Grenzen der historischen Grafschaft, es scheint sich um schwedische Verwaltungsbezirke zu handeln, das ist aber bislang, außer in diesen Karten, nicht belegt. Siehe Karte Schreiber – Legende oben rechts.

## Wappen
Das Stammwappen zeigt in Gold ein rotes, mit vier roten Rosen bewinkeltes Schräg- oder Andreaskreuz. Auf dem Helm mit rot-goldenen Decken ein aus sieben Federn bestehender natürlicher Pfauenstoß.
Spätere Darstellungen in den Wappen der pommerschen Herzöge zeigen häufig in Gold zwei rote, ins Andreaskreuz gelegte gestümmelte Aste oder Stäbe, begleitet von den vier roten Rosen.

Historische Wappenbilder
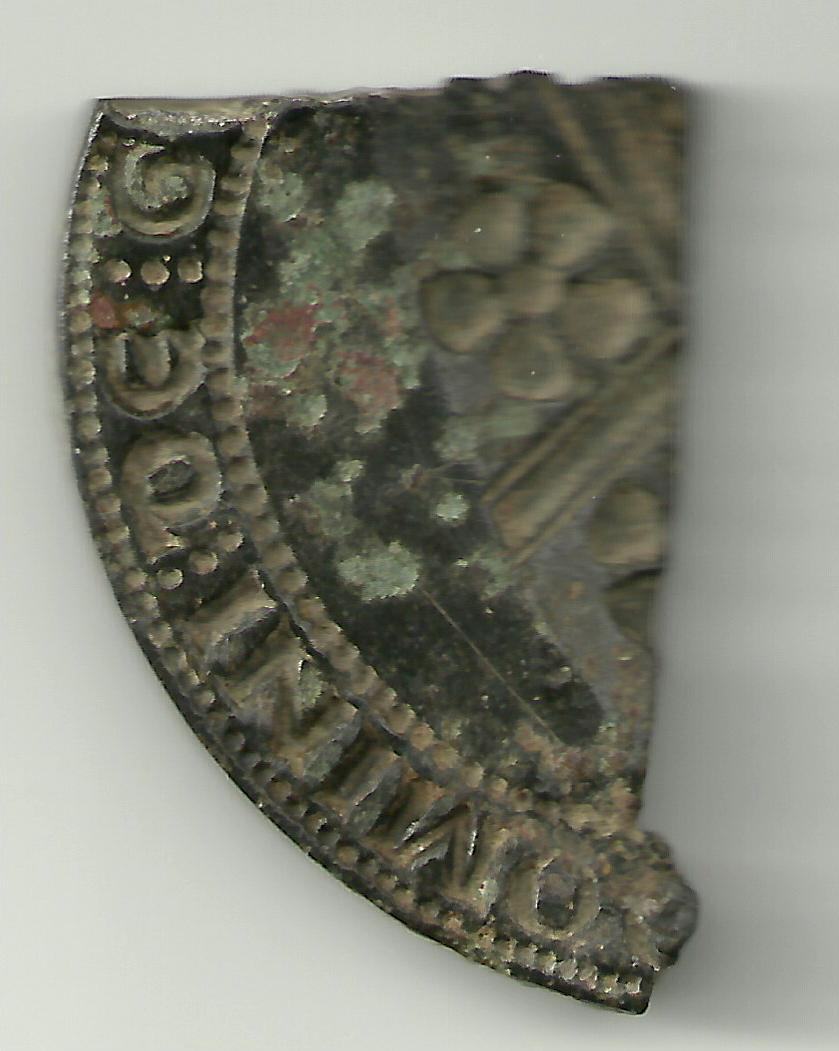
Petschafsbruch von Johann I. ca. 1250
Hohlpfennig der Grafen von Gützkow ca. 1270
Wappen der Grafen in Stralsund 1317 nach Pyl
Herzogswappen mit Grafschaft Gützkow im Croy-Teppich von 1454
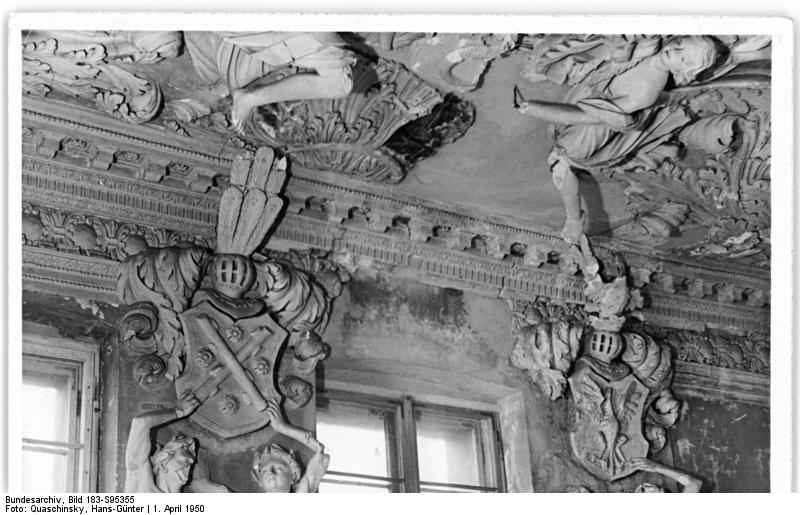
Wappen der Grafen von Gützkow im Wappensaal Schloss Köpenick von 1661
Stammwappen der Grafen von Gützkow nach Siebmacher 1894
Das Wappen der Gützkower Grafen ist der Ursprung des Gützkower Stadtwappens

## Angehörige
- Barbara von Gützkow († vor 1323), gent. 1303 als Abtissin in Krummin
- Bernhard von Gützkow (⚔ 7. September 1319 bei Oldenwöhrden), 1315 Teilnehmer am Markgrafenkrieg auf der Seite Witzlaws von Rügen, urkdl. 1317 beim Frieden zu Templin als Parteigänger Erichs von Dänemark
- Catharina von Gützkow, ⚭ König Woldemar von Schweden (* 1243; † 1302)
- Jaczo I. von Gützkow († vor 1237/1248), urkdl. 1212–1235, ⚭ NN, urkdl. 1249
- Jaczo II. von Gützkow ((* 1244); † nach 1295/1298), urkdl. (1249 u. 1262) 1280–1297, (1298 Herr der terra Streu auf Rügen), ⚭ (1262) Cacislawa von Putbus ((* 1247); † nach 1295), Tochter des Stoislaw II. von Vilmnitz und der Greta von Pedebuz
- Jaczo III. (Jacob) von Gützkow († nach 16. Mai 1303), urkdl. 1280–1303
- Johann I. von Gützkow († 1263/1269), urkdl. 1249–1257
- Johann II. von Gützkow († nach 1314), urkdl. 1290–1314
- Johann III. von Gützkow († zw. 16. Januar u. 18. Juni 1334), urkdl. 1320, 1327
- Johann IV. (Henning) von Gützkow († vor 27. Mai 1372), urkdl. 1320–1359, ⚭ um 26. Juni 1330, Mechthild von Schwerin († nach 1378), Tochter des Grafen Günzel VI. von Schwerin und der Richardis von Tecklenburg
- Johann V. von Gützkow (⚔ 25. Oktober 1351 auf dem Schoppendamm bei Loitz), urkdl. 1330
- Konrad I. von Gützkow († nach 1284), urkdl. 1249–1284, ⚭ Tochter des Fürsten Nikolaus I. von Werle und der Jutta von Anhalt
- Margarethe von Gützkow († nach 1334), urkdl. 1322, 1330, 1334, ⚭ zw. 21. April 1320 u. 30. Juli 1322 in Trankær, Laurentz Jonsson Panter (* um 1280; † 2/6. April 1340), dänischer Reichsdrost
- Nikolaus von Gützkow († (nach) 1322), urkdl. 1304, 1315, 1317, 1320
- Verenbert von Gützkow, urkdl. 1284 (u. 1300?)